# Koeznetsk
Koeznetsk is een stad (sinds 1780) in het oblast Penza in Rusland.
Het administratieve centrum van het rajon Koeznetsk, waar het geen deel van uitmaakt, vormt als stad van regionale betekenis de gemeentelijke formatie van het stadsdeel van de stad Koeznetsk.
Koeznetsk ligt in het centrale deel van Europees Rusland, in het oostelijke deel van het oblast Penza, voornamelijk op de linkeroever van de rivier de Troejov, in de uitlopers van het Wolga-hoogland, op een hoogte van 254m boven zeeniveau.

## Geschiedenis
De stad werd gevestigd in 1699 door V.F. Narysjkin als het dorp Troejovo aan de rivier de Troejov (een zijrivier van de Soera), op 121 km ten oosten van Penza.
Sinds 1699 heette het Troejovo-Voskresenskoje, toen het dorp Narysjkino. Volgens de volkstellingen van 1717-1718 waren er in het dorp Narysjkino 185 huishoudens van belastingbetalende boeren en 103 huishoudens van nieuwkomers. Natuurlijke en geografische omstandigheden hebben bijgedragen aan de snelle ontwikkeling van ambachten: leer, schoenmakerij, zadelmakerij, klemmen maken, smeden en andere. De bevolking groeide snel, de handel en de uitwisseling van goederen ontwikkelden zich. In het dorp Narysjkino werden regelmatig beurzen gehouden.
In november 1780 werd het dorp Narysjkino bij decreet van Catharina II omgedoopt tot Koeznetsk — het centrum van de oejezd Koeznetsk van het gouverneurschap van Saratov. De industrie ontwikkelde zich snel op basis van eeuwenoude ambachten: er worden een leerlooierij en een ijzergieterij opgericht.
In 1874 passeerde de spoorlijn Morshansk-Syzran door Koeznetsk, dat in 1890 werd opgenomen in de Syzran-Vjazemsk. Het station had een klein houten stationsgebouw. Tijdens de Eerste Wereldoorlog werd begonnen met de bouw van een stenen gebouw dat sinds 1913 bestaat.
Tegen het einde van de 19e eeuw woonden er 17 duizend mensen in Koeznetsk, er waren 63 leerlooierijen, 30 schapenvacht- en touwtouwfabrieken, 6 oliemolens, een ijzergieterij en andere vestigingen, die 530 werknemers in dienst hadden. Er waren 6 kerken, 3 kapellen, 1 moskee en een tiental tavernes.

### XX eeuw en moderne tijd
Op 18 januari 1918 werd in Koeznetsk de Sovjetmacht gevestigd.
Sinds 1928 is Koeznetsk het centrum van het rajon Koeznetsk en tegelijkertijd het rajon Koeznetsk van het okroeg Midden-Wolga.
In september 1933 werd een thermische elektriciteitscentrale met een vermogen van 2 megawatt in bedrijf genomen en halverwege de jaren dertig werd een schoenenfabriek opgericht.
Bij decreet van het presidium van de Opperste Sovjet van de Sovjet-Unie van 8 februari 1939 werd Koeznetsk opgesplitst in een onafhankelijke administratieve eenheid binnen het nieuw gevormde oblast Penza.
De stad droeg bij aan de overwinning in de Grote Patriottische Oorlog van 1941-1945. 12.000 soldaten en sergeanten, meer dan duizend officieren uit Koeznetsk vochten tegen de vijand. Ruim zesduizend van hen ontvingen orders en medailles. Zes smeden werden helden van de Sovjet-Unie. De 354e Infanteriedivisie, het 76e Veldversterkte Gebied en het 10e Leger onder leiding van luitenant-generaal F.I. Golikov werden in de stad gevormd. In de stad waren gevechtseenheden gestationeerd en er werden vier evacuatieziekenhuizen ingezet. De ondernemingen van de stad leverden kleding, schoenen, munitie, wapens en militaire uitrusting aan het front.
Tijdens de oorlog werden machinebouwbedrijven geëvacueerd naar Koeznetsk. Op basis daarvan ontwikkelde de industrie van de stad zich in de eerste naoorlogse jaren.
In 1980 ontving Koeznetsk vanwege de successen op het gebied van de economische en culturele ontwikkeling, en in verband met de 200ste verjaardag van de transformatie van het dorp in een stad, de Orde van het Ereteken.
In 1999 stelde de stad officieel de datum van haar oprichting vast — 7 februari 1699, de datum van de opening van de eerste kerk in de nederzetting Troejovo, en vierde ze op grote schaal haar 300ste verjaardag.
Het huidige Koeznetsk is het op een na grootste industriële en culturele centrum van het oblast Penza.

## Economie
De stad Koeznetsk is het op een na grootste industriële centrum van de oblast Penza.

### Industrie
De belangrijkste industriële ondernemingen van de stad zijn:
- Condensatorfabriek, produceert filmcondensatoren voor de elektronica-industrie,
- Fabriek voor instrumenten en ferrieten, produceert ferrietkernen van verschillende typen,
- "KZTM" fabriek voor textielmachinebouw,
- Filiaal van "GT Seven Fabriek", produceert hogedrukvaten voor gastransport en polymeerapparatuur,
- Bier- en crackerfabriek "Vizit",
- Filiaal van Verenigde Penza-wodkafabrieken "Koeznetsk-distilleerderij",
- Centrale broodfabriek,
- "Organika-Koeznetsk", produceert kunststofplaten, strips, buizen en profielen,
- Naaifabriek,
- Filiaal van "Datze Group", produceert schoenen,
- Meubelfabriek "Design Meubel".

## Culturele en onderwijsinstellingen

### Onderwijsinstellingen
Er zijn universiteiten in de stad:
- Koeznetsk Instituut voor Informatie- en Managementtechnologieën (2000),
- Koeznetsk Technologisch Instituut (filiaal van de Technologische Staatsuniversiteit van Penza),
- GOU VPO "Moskou Staatsuniversiteit voor Economie, Statistiek en Informatica",
- Volga Staatsuniversiteit van Dienst.

Bovendien zijn er in Koeznetsk medische (sinds 1930), pedagogische, muziek-, multidisciplinaire hogescholen. Er is ook een hogeschool voor elektronische technologie en een technische dienstschool.

### Instellingen voor voortgezet onderwijs
- Kindermuziekschool № 1 (sinds 1944),
- Gemeentelijke kinderkunstschool,
- Kunstacademie voor kinderen,
- Kinderkunstschool "Inspiratie".

### Culturele en entertainmentinstellingen

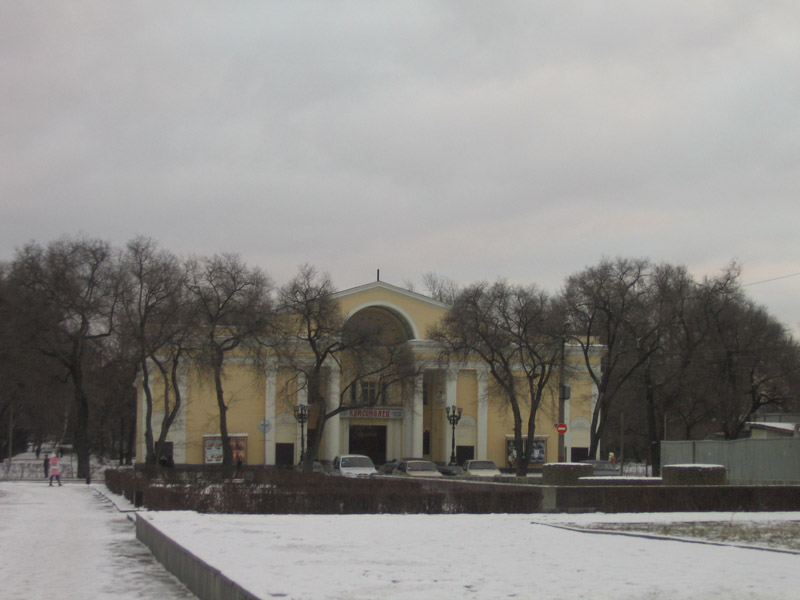
De bioscoop Komsomolets.

- Koeznetsk cultureel en recreatiecomplex "Neskoechny sad";
- Creatief centrum "Rodina",
- Jeugdesthetisch centrum "Joenost" (sinds 1974),
- Huis van cultuur "Rassvet".

Van 1994 tot 2005 werden in Koeznetsk grootschalige theaterfestivals Boemborambia gehouden. De rechtsopvolger van Boemborambia en de opvolger van de Koeznetsk-theatrale traditie was het Gouden Provincie-festival, gehouden in april 2012.
Sinds 2007 is de bioscoop Komsomolets gerestaureerd.
Er zijn het Koeznetsk Cultureel en Tentoonstellingscentrum (lokaal geschiedenismuseum) en het Militaire Museum.
In het dorp Radisjtsjevo, 17 km ten zuiden van de stad, bevindt zich een lokaal historisch museum vernoemd naar A.N. Radisjtsjev (sinds 1945).